# Favolaschia amoene-rosea
Favolaschia amoene-rosea är en svampart som beskrevs av Henn. 1904. Favolaschia amoene-rosea ingår i släktet Favolaschia och familjen Mycenaceae.   Inga underarter finns listade i Catalogue of Life.